# تيتوس وليفر
تيتوس وليفر (بالإنجليزية: Titus Welliver)‏ هو ممثل أمريكي، ولد في 12 مارس 1961 بنيو هيفن في الولايات المتحدة.

## أعمال

### أفلام
- (1990) نيفي سيلز
- (2007) رحلت الطفلة رحلت[4]
- (2010) البلدة[5][6]
- (2012) آرغو
- (2012) رجل على حافة[7][8]
- (2013) ريد 2[9]
- (2014)  عصر الانقراض
- (2016) يعيش ليلا[10]

### مسلسلات
- أبناء الفوضى
- الضياع
- إن سي آي إس
- بوش
- بيفرلي هيلز 90210
- تاتش
- جيريكو
- ذا غود وايف
- فوياجر
- عملاء شيلد

## وصلات خارجية
- تيتوس وليفر على موقع IMDb (الإنجليزية)
- تيتوس وليفر على موقع ألو سيني (الفرنسية)
- تيتوس وليفر على موقع أول موفي (الإنجليزية)
- تيتوس وليفر على موقع قاعدة بيانات الأفلام السويدية (السويدية)
- تيتوس وليفر على موقع إن إن دي بي (الإنجليزية)
- تيتوس وليفر على موقع قاعدة بيانات الفيلم (الإنجليزية)
- تيتوس وليفر على موقع كينوبويسك (الروسية)